# Artistenfakultät

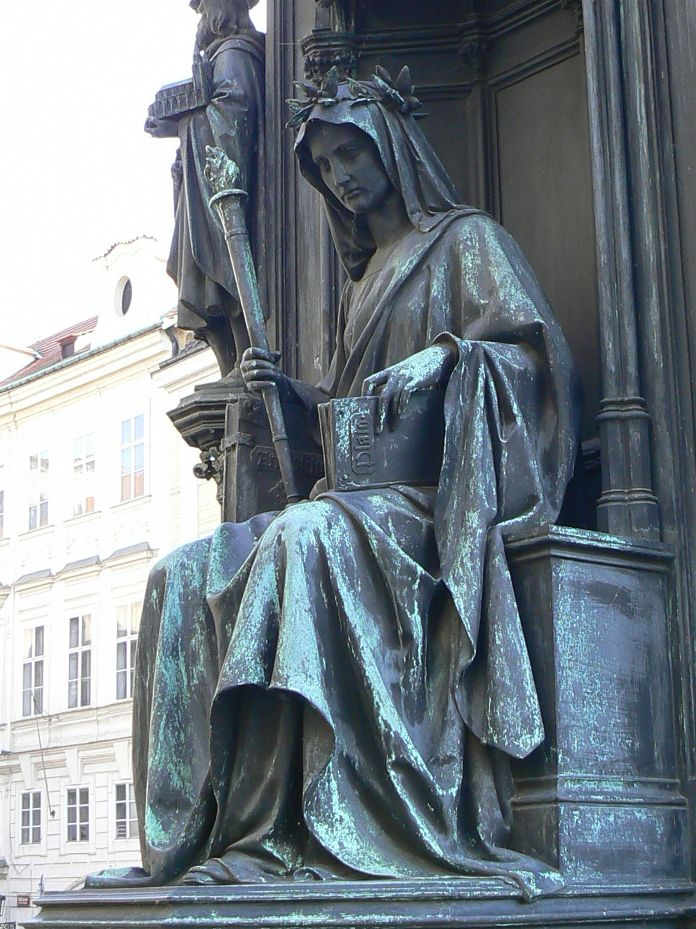
Allegorische Darstellung der Artistischen Fakultät (auf der Sockelrückseite des Denkmals für Karl IV. zum 500-jährigen Jubiläum der Karls-Universität Prag, von Ernst Hähnel; Kreuzherrenplatz, Prag)

Die Artistenfakultät (facultas artium, artistarum) war der grundlegende Teil der mittelalterlichen und frühneuzeitlichen Universität und diente der Vermittlung propädeutischen Wissens zur Vorbereitung auf das Studium an einer der drei „höheren Fakultäten“ (Theologie, Jurisprudenz, Medizin) sowie der Ausbildung zum Schullehrer. Ihr Name leitete sich von den an ihr gelehrten artes liberales her. Die Artistenfakultät wandelte sich vom 15. bis zum 18. Jahrhundert zur Philosophischen Fakultät, aus der wiederum die heutigen geisteswissenschaftlichen, mathematischen und naturwissenschaftlichen Fakultäten hervorgingen.

## Funktion
Die artistische Fakultät entstand im 12. Jahrhundert im Zuge der Emanzipation der mittelalterlichen Philosophie von der Theologie. Ihre Entwicklung hin zu einer eigenständigen Fakultät wurde im 13. Jahrhundert wesentlich durch die von Thomas von Aquin geprägte Konzeption einer Autonomie der Philosophie gegenüber der Theologie befördert. Sie galt jedoch als die „untere“ der – seit dem 14. Jahrhundert in Mitteleuropa nach dem Modell der Pariser Universität etablierten – vier Fakultäten und bildete bis in die Frühe Neuzeit das gemeinsame Fundament des Studiums an einer der drei „höheren“ Fakultäten (facultates superiores). Ein erfolgreich abgeschlossenes Studium an der Artistenfakultät war ebenfalls Voraussetzung für die Ausübung des Lehrerberufes.
Gegenstand des Studiums waren die Sieben Freien Künste (Septem Artes Liberales), die sich in ein Trivium („Dreiweg“ mit den Fächern Grammatik, Rhetorik, Dialektik) sowie ein Quadrivium („Vierweg“ mit den Fächern Arithmetik, Geometrie, Astronomie und Musik) unterteilten. Das Studium wurde nach dem Trivium mit dem Grad des Bakkalaureus und nach dem Quadrivium mit dem des Magisters abgeschlossen; letzterer eröffnete zugleich den Zugang zu den höheren Fakultäten. Allerdings war der Magisterabschluss keine notwendige Voraussetzung für die Aufnahme eines Studiums an den höheren Fakultäten. Entsprechende Kenntnisse konnten auch in einem begleitenden Studium an der Artistenfakultät erworben werden.
Die Unterscheidung zwischen Bakkalaureus und Magister ist erstmals 1215 in den Pariser Statuten Robert von Coursons, der als Päpstlicher Legat mit der Reform des Lehrplans der Universität Paris betraut war, belegt. Die Studiendauer betrug während des gesamten Mittelalters vier Jahre für den Abschluss des Bakkalaureats, zwei bis drei Jahre für den Abschluss als Magister. In der Frühen Neuzeit wurde die Studiendauer für beide Abschlüsse schrittweise auf jeweils eineinhalb Jahre verkürzt.
Die Studenten der Artistenfakultät mussten zum Studienbeginn lediglich über grundlegende Lateinkenntnisse verfügen, die sie üblicherweise an den städtischen Lateinschulen erwarben. Sie waren im Durchschnitt 16 Jahre alt. Die Lehrer der Artistenfakultät waren in der Regel zugleich Studenten an einer der oberen Fakultäten und gehörten nicht zum eigentlichen Lehrkörper der Universität, sondern zu den Scholaren.

## Entwicklung
Zunächst unter dem Einfluss von Renaissance-Humanismus und Reformation, dann vor allem im Zuge der Aufklärung wandelten sich die Artistenfakultäten allmählich in Philosophische Fakultäten. Bereits im 14. Jahrhundert ist die Verwendung der Bezeichnung „Philosophische Fakultät“ belegt, es dauerte jedoch bis zum 18. Jahrhundert, dass sich „der neue Name allgemein durchgesetzt und die ursprüngliche Benennung definitiv verdrängt hatte“.
Aus der Dialektik etablierte sich im Zuge dieser Entwicklung die Philosophie als akademische Disziplin, aus der Grammatik entstanden die klassischen Philologien (Latein, Griechisch, Hebräisch) und später die modernen Sprachwissenschaften. Neben die Rhetorik trat als eigenständige Disziplin die Poetik, die sich zur Literaturwissenschaft weiterentwickelte. Die Philosophische Fakultät umfasste damit neben der Philosophie im engeren Sinne sämtliche philologisch-historischen Fachdisziplinen; aus Arithmetik, Geometrie und Astronomie entwickelten sich entsprechend die mathematisch-naturwissenschaftlichen. Ihre propädeutische Funktion innerhalb der Universität behielt die Philosophische Fakultät jedoch bis weit in das 18. Jahrhundert hinein bei.